# Lyža
Lyža (rusky Лыжа) je řeka v Republice Komi v Rusku. Je 223 km dlouhá. Povodí má rozlohu 6620 km².

## Průběh toku
Teče mezi mokřady a kopci Pečorské grjady. Její koryto je členité. Ústí zleva do Pečory.

## Vodní stav
Zdrojem vody jsou převážně sněhové srážky. Zamrzá na konci října až na začátku listopadu a rozmrzá na konci dubna až v květnu.